# Birch Run
Birch Run é uma vila localizada no estado americano de Michigan, no Condado de Saginaw.

## Demografia
Segundo o censo americano de 2000, a sua população era de 1653 habitantes. 
Em 2006, foi estimada uma população de 1693, um aumento de 40 (2.4%).

## Geografia
De acordo com o United States Census Bureau tem uma área de 
5,0 km², dos quais 5,0 km² cobertos por terra e 0,0 km² cobertos por água.

## Localidades na vizinhança
O diagrama seguinte representa as localidades num raio de 16 km ao redor de Birch Run. 